# Front Rewolucyjny Antyfaszystowski i Patriotyczny

Flaga używana przez FRAP

Front Rewolucyjny Antyfaszystowski i Patriotyczny (hiszp. Frente Revolucionario Antifascista y Patriota, FRAP) – hiszpańska partyzantka miejska.

## Historia
Utworzony w 1973 roku przez aktywistów Komunistycznej Partii Hiszpanii (Marksistowsko–Leninowskiej). Prowadził działalność zbrojną obejmującą zamachy bombowe i napady na banki. Celem ataków byli głównie członkowie służb bezpieczeństwa. W 1976 roku na skutek sporu ideologicznego grupa uległa podziałowi. FRAP zaprzestał działalności na początku lat 80.

## Ideologia
Była to formacja maoistowska. Początkowo celem Frontu było obalenie reżimu Francisco Franco. W jego miejsce miała powstać „ludowo–demokratyczna i federacyjna republika“. W programie FRAP żywe były też wątki antyimperialistyczne i antyamerykańskie.